# Åstjärnen (Norra Ny socken, Värmland)
Åstjärnen är en sjö i Torsby kommun i Värmland och ingår i Göta älvs huvudavrinningsområde. Sjön har en area på 0,172 kvadratkilometer och ligger 320 meter över havet. Sjön avvattnas av vattendraget Badaälven (Östra Jolen).

## Delavrinningsområde
Åstjärnen ingår i det delavrinningsområde (668853-135849) som SMHI kallar för Förgrening. Medelhöjden är 346 meter över havet och ytan är 17,11 kvadratkilometer. Det finns inga avrinningsområden uppströms utan avrinningsområdet är högsta punkten. Badaälven (Östra Jolen) som avvattnar avrinningsområdet har biflödesordning 3, vilket innebär att vattnet flödar genom totalt 3 vattendrag innan det når havet efter 394 kilometer. Avrinningsområdet består mestadels av skog (71 procent) och sankmarker (25 procent). Avrinningsområdet har 0,35 kvadratkilometer vattenytor vilket ger det en sjöprocent på 2,1 procent.